# Canton de Clamart
Le canton de Clamart est une circonscription électorale française située dans le département des Hauts-de-Seine et la région Île-de-France.
À la suite du redécoupage cantonal de 2014, les limites territoriales du canton sont remaniées. Le nombre de communes du canton passe de 1 à 2, incluant les communes de Clamart et de Vanves.

## Géographie
Le canton couvre l'intégralité des communes de Clamart et de Vanves, dans le département des Hauts-de-Seine.

## Histoire
Par décret du 26 février 2014, le nombre de cantons du département est divisé par deux, avec mise en application aux élections départementales de mars 2015. Le canton de Clamart est conservé et s'agrandit. Il passe de 1 à 2 communes.

## Représentation

### Représentation avant 2015
| Période | Période      | Identité                     | Étiquette    | Qualité                                                            |
| ------- | ------------ | ---------------------------- | ------------ | ------------------------------------------------------------------ |
| 1967    | 1987 (décès) | Jean-Marie Guyot (1922-1987) | UDR puis RPR | Infirmier, suppléant du député Pierre Mazeaud                      |
| 1987    | 2001         | Daniel Léon                  | RPR          | Professeur de collège, adjoint au maire de Clamart                 |
| 2001    | 2015         | Vincent Gazeilles            | Les Verts    | Ingénieur d'études en informatique Conseiller municipal de Clamart |

### Représentation depuis 2015
| Période élective | Période élective | Mandat | Mandat   | Identité           | Nuance | Nuance | Qualité |
| ---------------- | ---------------- | ------ | -------- | ------------------ | ------ | ------ | --- |
| 2015             | 2021             | 2015   | 2021     | Jean-Didier Berger |        | LR     | Directeur de société Maire de Clamart (2014 → 2025) Conseiller régional d'Ile-de-France (2010 → 2015) Président de l'EPT Vallée Sud Grand Paris (2016 → 2024) 13ème vice-président chargé de la voirie et des voies navigables |
| 2015             | 2021             | 2015   | 2021     | Isabelle Debré     |        | LR     | Gérante de société Sénatrice des Hauts-de-Seine (2004-2017) 1re Adjointe au maire de Vanves (de 2001 à 2015) 6ème vice-présidente chargée des transports et des anciens combattants                                            |
| 2021             | 2028             | 2021   | en cours | Sandrine Bourg     |        | LR     | Adjointe au maire de Vanves |
| 2021             | 2028             | 2021   | en cours | Yves Coscas        |        | LR     | Cadre technique retraité Adjoint puis maire de Clamart (2024 → ) Conseiller départemental délégué au personnel |

### Résultats détaillés

#### Élections de mars 2015
À l'issue du 1er tour des élections départementales de 2015, deux binômes sont en ballottage : Jean-Didier Berger et Isabelle Debré (UMP, 44,74 %) et Yannick Geffroy et Guy Janvier (PS, 25,98 %). Le taux de participation est de 50,59 % (26 853 votants sur 53 080 inscrits) contre 46,11 % au niveau départemental et 50,17 % au niveau national.
Au second tour, Jean-Didier Berger et Isabelle Debré (UMP) sont élus avec 58,9 % des suffrages exprimés et un taux de participation de 48,32 % (14 286 voix pour 25 648 votants et 53 080 inscrits).

#### Élections de juin 2021
Le premier tour des élections départementales de 2021 est marqué par un très faible taux de participation (33,26 % au niveau national). Dans le canton de Clamart, ce taux de participation est de 37,64 % (20 311 votants sur 53 956 inscrits) contre 35,09 % au niveau départemental. À l'issue de ce premier tour, deux binômes sont en ballottage : Sandrine Bourg et Yves Coscas (LR, 36,82 %) et Adeline Beving et David Huynh (Union à gauche avec des écologistes, 28,33 %).
Le second tour des élections est marqué une nouvelle fois par une abstention massive équivalente au premier tour. Les taux de participation sont de 34,36 % au niveau national, 37,05 % dans le département et 40,08 % dans le canton de Clamart. Sandrine Bourg et Yves Coscas (LR) sont élus avec 55,28 % des suffrages exprimés (11 503 voix pour 21 633 votants et 53 972 inscrits),,. 

## Composition

### Composition avant 2015
Le canton incluait uniquement la partie nord de la commune de Clamart, la partie sud de Clamart étant incorporé dans le canton du Plessis-Robinson.

### Composition depuis 2015
Le canton de Clamart comprend désormais deux communes entières.
| Nom                             | Code Insee | Intercommunalité         | Superficie (km2) | Population (dernière pop. légale) | Densité (hab./km2) | Modifier                                    |
| ------------------------------- | ---------- | ------------------------ | ---------------- | --------------------------------- | ------------------ | ------------------------------------------- |
| Clamart (bureau centralisateur) | 92023      | Métropole du Grand Paris | 8,77             | 56 882 (2022)                     | 6 486              | modifier les données · modifier les données |
| Vanves                          | 92075      | Métropole du Grand Paris | 1,56             | 28 507 (2022)                     | 18 274             | modifier les données · modifier les données |
| Canton de Clamart               | 9208       |                          | 10,33            | 85 389 (2022)                     | 8 266              | modifier les données                        |

## Démographie

### Démographie avant 2015
| 1968 | 1975 | 1982 | 1990   | 1999   | 2006   | 2011   | 2012   |
| ---- | ---- | ---- | ------ | ------ | ------ | ------ | ------ |
| -    | -    | -    | 27 710 | 29 989 | 31 685 | 32 949 | 32 886 |

### Démographie depuis 2015
En 2022, le canton comptait 85 389 habitants, en évolution de +6,24 % par rapport à 2016 (Hauts-de-Seine : +2,75 %, France hors Mayotte : +2,11 %).
| 2013   | 2018   | 2022   |
| ------ | ------ | ------ |
| 80 373 | 80 392 | 85 389 |